# Johann Reger
Johann Reger (* 1454 in Kemnat; † nach 1499 an einem unbekannten Ort), auch Johannes Reger, Joannes Reger, Ioannes Reger und Hannss Reger genannt, war ein deutscher Buchdrucker und Verleger, der von 1486 bis 1499 in der Freien Reichsstadt Ulm gewirkt hat. Neben Ludwig Hohenwang, Johann Zainer, Lienhart Holl und Konrad Dinckmut war er der fünfte Drucker in Ulm. Von seinen näheren Lebensumständen ist nichts überliefert.

## Betätigungsfelder

QUARTA ASIE TABULA: Ein kolorierter Holzschnitt aus dem zweiten deutschen Ptolemäus-Druck von 1486

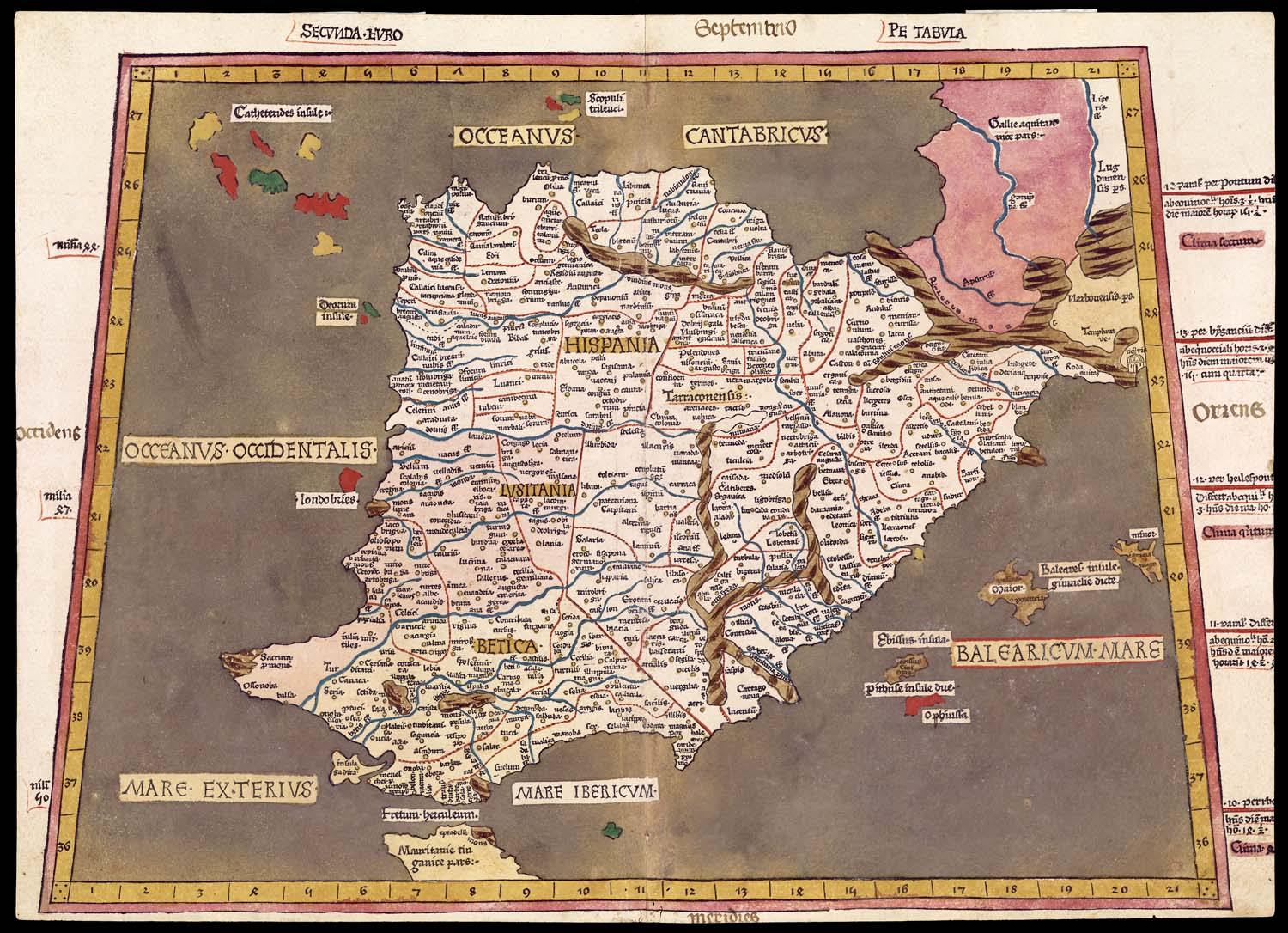
SECUNDA EOROPE TABULA: Spanien und Portugal in dem Werk von Johann Reger

Vor seiner Zeit in Ulm scheint Johann Reger in Nürnberg gearbeitet zu haben. Für das Jahr 1484 ist jedenfalls dort ein Drucker namens Johann Christoph Reger nachgewiesen und es ist sehr wahrscheinlich, dass es sich dabei um ihn handelt. — Irgendwann wurde Johann Reger für den venezianischen Buchhändler und Verleger Justus de Albano tätig: als Faktor und eine Art Agent wohl, der die Interessen dieses recht rührigen Italieners in dem damals gerade entstehenden Druckgewerbe in Süddeutschland vertrat. — So war denn, als der Buchdrucker Lienhart Holl wegen finanzieller Schwierigkeiten im Jahre 1484 Ulm verlassen musste, Justus de Albano zur Stelle und kaufte dessen Buchdruckerei mit allen Lettern, Druckplatten usw., die Lienhart Holl für den ersten deutschen Ptolemäus-Druck verwendet hatte. (Dieser Druck war von Holl 1482 veröffentlicht worden. Als Vorlage hatte ihm eine italienische Handschrift von der Geographie des Claudius Ptolemäus [100–160] gedient, die in einer von dem Kosmographen Donnus Nicolaus Germanus [1420–1490] redigierten Fassung den Weg über die Alpen gefunden hatte und etwa um 1470 in den Besitz der Truchsessen auf Schloss Wolfegg gelangt war. Diese Handschrift, in der die moderne Entwicklung der Kartographie auf deutschem Boden wurzelt, ist dann von Lienhart Holl in Ulm als Vorlage für seinen Druck verwendet worden.)
Von Justus de Albano dazu beauftragt, hat Johann Reger dann im Jahre 1486 in Ulm einen zweiten deutschen Ptolemäus-Druck (Cosmographia: mit Widmungsvorrede an Papst Paulus II. von Nicolaus Germanus. Mit Registrum alphabeticum und Ergänzungen von Johann Reger. Holzschnittkarten von Johannes aus Armsheim nach Vorlagen von Nicolaus Germanus. De locis ac mirabilibus mundi.) geschaffen. Die beiden Ulmer Ausgaben sind beinahe identisch, unterscheiden sich aber sehr deutlich in der Färbung der Wasserflächen, dunkelblau bei Holl und goldbraun bei Reger, und sind somit leicht auseinanderzuhalten, was von Johann Reger wahrscheinlich auch beabsichtigt gewesen ist.
Bald darauf hat Johann Reger die Druckerei von Justus de Albano käuflich erworben und selbstständig bis 1499 eine ganze Reihe von Büchern in Ulm gedruckt und herausgegeben. Darunter waren unter anderem eine chiromantische Schrift (Cyromancia Aristotilis cum figures) von 1490, die sich aus psychologischen Texten des griechischen Philosophen Aristoteles herleitete und eine Monographie über Rhodos (Rhodiorum Vicecancellari: obsidionis Rhodie Urbis descriptio) von 1496, die von Wilhelm Caorsin, ein ehemaliger Kanzler der Malteser Ritter auf Rhodos, verfasst worden war; beide Werke wie wohl auch viele andere waren reich mit Holzschnitten versehen. — Sein wesentlichstes Druckwerk aber (für das menschliche Weltbild) war und blieb die Cosmographia von 1486, dessen Wert sich auch darin zeigte, dass es 1490 in Rom von Pietro Della Torre (Petrus de Turre) neu aufgelegt worden ist.